# Cybocephalus rufifrons rufifrons
Cybocephalus rufifrons rufifrons é uma subespécie de insetos coleópteros polífagos pertencente à família Cybocephalidae.
A autoridade científica da subespécie é Reitter, tendo sido descrita no ano de 1874.
Trata-se de uma subespécie presente no território português.